# 国際ギデオン協会
国際ギデオン協会（こくさいギデオンきょうかい、英語: Gideons International）は、聖書を未信徒に無料で配り、キリスト教を広めるのを主な目的としている団体である。ギデオンとは旧約聖書の『士師記』に記録されているヘブライ人の士師の名前である。

## 歴史
米国の巡回セールスマンだったジョン・H・ニコルソンとジェーンズ・ビルが1898年にウィスコンシン州で邂逅し、ビジネスマンに聖書を配布してキリストの教えを広めることで一致。翌1899年に協会が創設されて、現在は世界180カ国以上の国々において交わりと神への奉仕のために団結したクリスチャン実業人及び専門職業人で組織された協会になっている。

## 日本支部
日本支部は日本国際ギデオン協会という名称で1950年に創立され、初代会長は五十嵐丈夫（五十嵐健治の長男）。現在は155の支部を持つ。

## 所在地
- 国際本部：アメリカ、テネシー州ナッシュビル
- 日本本部：東京都　千代田区　神田駿河台　2-1